# Eishockey-Oberliga (Österreich) 2003/04
Die Saison 2003/04 der österreichischen Eishockey-Oberliga war die erste nach ihrer Neugründung und wurde mit insgesamt zwölf Mannschaften ausgetragen. Titelverteidiger war der UEC Mödling, der seine Meisterschaft jedoch nicht verteidigen konnte. Neuer Oberliga-Meister wurde der EC Kitzbühel aus Tirol.

## Grunddurchgang
Aufgrund der hohen Anzahl teilnehmender Mannschaften wurden die Teams in zwei Divisionen aufgeteilt, die jeweils vier Mal gegeneinander spielten. Die bestplatzierten Mannschaften beider Gruppen traten dann über Kreuz im Halbfinale gegeneinander an. In beiden Gruppen zeichnete sich ein recht drastisches Leistungsgefälle ab, was ein Mitgrund dafür gewesen sein dürfte, wieso das Teilnehmerfeld bis zur folgenden Saison sich stark verkleinerte.

### Tabellen nach dem Grunddurchgang

#### Gruppe Ost
| Platz | Team                  | GP | W  | L (OL) | GF:GA  | Pts |
| ----- | --------------------- | -- | -- | ------ | ------ | --- |
| 1     | Hockeyclub „Die 48er“ | 20 | 19 | 1 (0)  | 152:58 | 38  |
| 2     | EC Wels               | 20 | 13 | 7 (0)  | 91:65  | 26  |
| 3     | ECU Amstetten         | 20 | 12 | 8 (0)  | 83:69  | 24  |
| 4     | UEC Mödling           | 20 | 7  | 10 (3) | 77:85  | 17  |
| 5     | UEHV Gmunden          | 20 | 6  | 14 (0) | 80:134 | 12  |
| 6     | Union Krems           | 20 | 3  | 16 (1) | 62:134 | 7   |

#### Gruppe West
| Platz | Team                  | GP | W  | L (OL) | GF:GA  | Pts |
| ----- | --------------------- | -- | -- | ------ | ------ | --- |
| 1     | EC Kitzbühel          | 20 | 16 | 3 (1)  | 144:60 | 33  |
| 2     | SV Silz               | 20 | 16 | 4 (1)  | 127:67 | 31  |
| 3     | EC Supergau Feldkirch | 20 | 13 | 7 (0)  | 106:77 | 26  |
| 4     | EC Wattens            | 20 | 10 | 11 (0) | 82:88  | 18  |
| 5     | HC Rankweil           | 20 | 6  | 14 (0) | 59:122 | 12  |
| 6     | EC Dornbirn           | 20 | 1  | 19 (0) | 65:169 | 2   |

## Playoffs

### Playoff-Baum
|  | Halbfinale | Halbfinale            | Halbfinale |  |  | Finale | Finale                | Finale |
|  |            |                       |            |  |  |        |                       |        |
|  |            |                       |            |  |  |        |                       |        |
|  | W1         | EC Kitzbühel          | 2          |  |  |        |                       |        |
|  | O2         | EC Wels               | 0          |  |  |        |                       |        |
|  |            |                       |            |  |  | W1     | EC Kitzbühel          | 2      |
|  |            |                       |            |  |  | O1     | Hockeyclub „Die 48er“ | 0      |
|  | O1         | Hockeyclub „Die 48er“ | 2          |  |  |        |                       |        |
|  | W2         | SV Silz               | 0          |  |  |        |                       |        |
|  |            |                       |            |  |  |        |                       |        |

### Halbfinale
Jeweils 17. und 20. Februar:
- EC Kitzbühel – EC Wels: 2:0 (5:2, 4:6)
- 48er Wien – SV Silz: 2:0 (7:6, 6:5)

### Finale
28. Februar und 3. März:
- EC Kitzbühel – 48er Wien: 2:0 (3:2, 4:1)

## Meisterschaftsendstand
1. EC Kitzbühel
2. Hockeyclub „Die 48er“
3. SV Silz
4. EC Wels
5. EC Supergau Feldkirch
6. ECU Amstetten
7. EC Wattens
8. UEC Mödling
9. UEHV Gmunden
10. HC Rankweil
11. Union Krems
12. EC Dornbirn

## Kader des Oberliga-Meisters
| Oberliga-Meister EC Kitzbühel | Torhüter: Matthias Schwarzmayr, Stefan Quintus Verteidiger: Andreas Karrer, Thomas Schneidinger, Alexander Stampfer, Thomas Schuler, Alexander Etz, Barrett Labossiere Angreifer: Gregor Unterrainer, Roland Kellner, Lucas Etz, Kilian Wirl, Manfred Kuchinka, Eric Bruvier, Russel Hogue, Peter Gurschler, Mathias Etz Cheftrainer: |